# Emiliano Moretti
Emiliano Moretti (Roma, Provincia de Roma, Italia, 11 de junio de 1981) es un exfutbolista italiano. Jugaba de defensa y su último equipo fue el Torino F. C. de la Serie A de Italia. anunciando su retirada en 2019.

## Trayectoria
Tras formarse como jugador en el equipo amateur del Lodigiani fue fichado por la Fiorentina durante la temporada 2000-01. En su periplo en el club toscano logró una Copa Italia y disputó la Copa de la UEFA. En el verano de 2002 firmó por la Juventus que tenía la intención de dejarlo cedido en su club de origen pero la quiebra de éste y su consecuente descenso lo imposibilitó permaneciendo media temporada en el club de Turín dónde apenas disputó seis partidos. En el mercado de invierno fue cedido al Modena.
Al finalizar la campaña fue comprado por el Parma con el que no llegó a debutar ya que fue cedido nuevamente, esta vez al Bologna donde realizó una notable temporada que sirvió para que el modesto equipo de la Emilia-Romaña alcanzara una meritoria duodécima plaza final en la Serie A. Tras este periplo fue transferido al Valencia C. F. En el club che tras una primera temporada de aclimatación donde compartió el puesto de lateral izquierdo con Amedeo Carboni y Fábio Aurélio jugando en ocasiones como defensa central. El 10 de febrero de 2008 alcanzó los 100 partidos con la elástica valencianista. El 11 de julio de 2009 fichó por el Genoa por 3.800.000,00 euros y en el año 2013 pasó al Torino Football Club, equipo en el que se mantuvo hasta su retirada al término de la temporada 2018-19.

## Selección nacional
Ha sido internacional con la selección de fútbol de Italia en 2 ocasiones. Debutó el 18 de noviembre de 2014, en un encuentro amistoso ante la selección de Albania que finalizó con marcador de 1-0 a favor de los italianos.

### Participaciones en Eurocopas
| Eurocopa                | Sede     | Resultado |
| ----------------------- | -------- | --------- |
| Eurocopa Sub-21 de 2004 | Alemania | Campeón   |

## Clubes
| Club                | País   | Año         | Partidos | Goles |
| ------------------- | ------ | ----------- | -------- | ----- |
| A. S. Lodigiani     | Italia | 1998        | -        | -     |
| A. C. F. Fiorentina | Italia | 1998 - 2002 | 42       | 0     |
| Juventus F. C.      | Italia | 2002 - 2003 | 11       | 0     |
| Modena F. C.        | Italia | 2003        | 9        | 0     |
| Parma F. C.         | Italia | 2003        | -        | -     |
| Bologna F. C.       | Italia | 2003 - 2004 | 32       | 0     |
| Valencia C. F.      | España | 2004 - 2009 | 181      | 5     |
| Genoa C. F. C.      | Italia | 2009 - 2013 | 114      | 2     |
| Torino F. C.        | Italia | 2013 - 2019 | 163      | 5     |

## Palmarés

### Campeonatos nacionales
| Título              | Club                | País   | Año     |
| ------------------- | ------------------- | ------ | ------- |
| Copa Italia         | A. C. F. Fiorentina | Italia | 2000-01 |
| Supercopa de Italia | Juventus F. C.      | Italia | 2002    |
| Serie A             | Juventus F. C.      | Italia | 2002-03 |
| Copa del Rey        | Valencia C. F.      | España | 2007-08 |

### Copas internacionales
| Título              | Equipo              | País   | Año  |
| ------------------- | ------------------- | ------ | ---- |
| Eurocopa Sub-21     | Selección de Italia | Italia | 2004 |
| Supercopa de Europa | Valencia C. F.      | España | 2004 |

## Condecoraciones
| Condecoración                                             | Año  |
| --------------------------------------------------------- | ---- |
| Caballero de la Orden al Mérito de la República Italiana. | 2004 |